# Army of Two (computerspelserie)
Army of Two is een serie computerspellen ontwikkeld door EA Montreal en uitgegeven door Electronic Arts.

## Spellen
| Release | Titel                           | Ontwikkelaar                                                             | Platform                                      |
| ------- | ------------------------------- | ------------------------------------------------------------------------ | --------------------------------------------- |
| 2008    | Army of Two                     | EA Montreal                                                              | PlayStation 3, Xbox 360                       |
| 2010    | Army of Two: The 40th Day       | EA Montreal, Buzz Monkey (PSP port)                                      | PlayStation 3, PlayStation Portable, Xbox 360 |
| 2013    | Army of Two: The Devil's Cartel | EA Montreal (met hulp van EA Shanghai, EA Vancouver, Danger Close Games) | PlayStation 3, Xbox 360                       |